# Kelurahan Setu
Kelurahan Setu är en administrativ by i Indonesien.   Den ligger i provinsen Jakarta, i den västra delen av landet, 13 km sydost om huvudstaden Jakarta.